# Svjatošin
Svjatošin (in ucraino Святошин?, ) è una stazione della linea Svjatošyns'ko-Brovars'ka, la linea 1 della metropolitana di Kiev. È stata inaugurata il 5 novembre 1971.